# Михаела Стаменковић
Михаела Стаменковић (Београд, 21. јануар 1983) српска је телевизијска, филмска, позоришна и гласовна глумица.

## Биографија
Михаела Стаменковић је рођена 21. јануара 1983. године у Београду. Дипломирала је факултет уметности у Косовској Митровици у одсеку глума, у класи професора Бошка Димитријевића и Светозара Рапајића. Дипломирала је уз представу „Помаранџина Кора”, одржаној у Лазаревцу. позната је по улогама Дане у серији и филму Монтевидео, Бог те видео!, Лидије у серији Ургентни центар и Маргарите у серији Шифра деспот. Активна је и у давању гласова у синхронизацијама играних и анимираних серија и филмова, за студио Голд диги нет као и за Моби и Синкер медија.

## Филмографија
| Год.       | Назив                                 | Улога                  |
| ---------- | ------------------------------------- | ---------------------- |
| 2010.      | Монтевидео, Бог те видео!             | Дана                   |
| 2012—2013. | Монтевидео, Бог те видео! (ТВ серија) | Дана                   |
| 2014—2015. | Ургентни центар                       | Лидија                 |
| 2017.      | Комшије                               | Катица                 |
| 2018—2019. | Шифра Деспот                          | Маргита                |
| 2019.      | Синђелићи                             | Светлана Цеца Ристић   |
| 2020.      | Отац                                  | Секретарица код јована |
| 2020.      | Преживети београд                     |                        |
| 2021.      | Пролећна песма                        | Петра                  |

## Улоге у синхронизацијама
Михаела је редовна српска гласовна глумица за америчке глумице Џенет Макарди, Греј Делајл, Е. Г. Дејли и Мирну Веласко.
| Година     | Назив                                          | Улога |
| ---------- | ---------------------------------------------- | --- |
| 2013.      | Ај Карли                                       | Сем Пакет |
| 2013—2014. | Легенда о Кори                                 | Пема, Одборница владарка ватром, Мајка невладарка, Полицијска службеница комуникације #2                                                                                        |
| 2013.      | Биг тајм раш                                   | Камил Робертс |
| 2013.      | Викторијус                                     | Трина Вега (E22-24, 30, 32) |
| 2013.      | Зврчка                                         | Савана Весткот |
| 2013.      | Супершпијунке                                  | Кловер |
| 2013—2017. | Чудновили родитељи                             | Вики (С10Е1), Госпођа Крокер (С9-10) |
| 2014.      | Ајжурка са Викторијус                          | Сем Пакет |
| 2014.      | Урок                                           | Госпођа Марфи, Виолета |
| 2014.      | Сем и Кет                                      | Сем Пакет |
| 2017—2020. | Хенри Опасност                                 | Крис Харт (С4-С5) |
| 2015.      | Млади мутанти нинџа корњаче (2012)             | Клон Гђе О' Нил, Принцеза Зи |
| 2015.      | Блејз и чудовишне машине                       | Звездица |
| 2016.      | 100 ствари које треба урадити пре средње школе | Тренер Лебо |
| 2016.      | Кућа Бука                                      | Тетка Рут, Тренер Кек, Кејт Бернардо, Гђа Гурдл, Мерил Ферил (неке епизоде), Џуди Жао, Гђица Алегра, Дајен, Каи, Џорџија, Габина мама, Брук, Др Алварез (С7), Луси Бука (С7Е4а) |
| 2017—2018. | Ники, Рики, Дики и Дон                         | Ејвери |
| 2017—2018. | Краљевска академија                            | Мр Златокоза, Проф. Успавана лепотица, Проф. Гвоздена Лепеза |
| 2017—2018. | Сунђер Боб Коцкалоне                           | додатни гласови |
| 2018.      | Ја сам Френки                                  | ВОРП-ин техничар 2 |
| 2018.      | Биро магичних ствари                           | Ела Риган |
| 2018.      | Чета витезова                                  | Чаробница Пљувачица |
| 2018—2019. | Уздизање нинџа корњача                         | Минотаур, Гђа Пакер, Преријски пас, Медоједни јазавац, Домаћин роштиљ емисије #1, Одборница #3                                                                                  |
| 2019.      | Прерушени шпијуни                              | додатни гласови |
| 2019.      | Доживотна родбина                              | Шарлот, Бет |
| 2020.      | Ратови звезда: Побуњеници                      | Ајла Секура, Суги (С2) |
| 2020.      | Best Furry Friends                             | Фиби |
| 2020.      | Касаграндес                                    | Фрида Пуга Касагранде |
| 2020.      | Сила опасности                                 | Клон Крис Харт, Присила, Карди Би |
| 2021.      | Острво Летњи камп                              | Сузи |
| 2021.      | Мао Мао: Хероји чистог срца                    | Слађана |
| 2021.      | Моћне девојчице (2016)                         | Батеркап |
| 2021.      |DC Суперјунакиње                                  | Џесика Круз / Зелени Фењер |
| 2021.      | Мали титани напред!                            | Чудесна Жена |
| 2021.      | Гамболов чудесни свет                          | Алисон Сандра Гатор, Фелисити Пархам |
| 2021.      | Стивен Универс: Будућност                      | Бели Дијамант, Џаспер, Ружин Кварц / Суперфан Ружа, Џени Пица |
| 2021.      | Џелистоун!                                     | Брбљоајкула |
| 2021.      | Мистерија породице Хантер                      | Рецепционерка |
| 2022.      | Шоу Патрика Звезде                             | Бани Звезда |
| 2022.      | Превари или почасти, Скуби-Ду!                 | Коко Дијабло |
| 2022.      | Звездане стазе: Протозвезда                    | Беверли Крашер, Нанди |
| 2023.      | Зове се Леј-Леј                                | Директорка Вилингам, Мици, Гледис |
| 2023.      | Зона плиме                                     | Бани Звезда |
| 2023.      | Стварна кућа Бука                              | Конобарица |
| 2023.      | Кебино дечије одмаралиште                      | Бани Звезда |
| 2023.      | Монстер хај (ТВ серија)                        | Директорка Бладгуд (С1Е14) |
| 2024.      | Зуки и Руби на планети Земљи                   | Конко, Пензионерка #2, Гђа Хернандез, Сниматељка, Сесилија |